# Val d'Ultimo
Le val d'Ultimo (en allemand : Ultental) est une vallée située dans la partie occidentale du Tyrol du Sud en Italie, longue de 32 kilomètres se terminant à Lana. Sa partie supérieure appartient au parc national du Stelvio.
La vallée abrite des prairies, des forêts denses et des ruisseaux, mais également la station de ski de Schwemmalm.

## Territoire

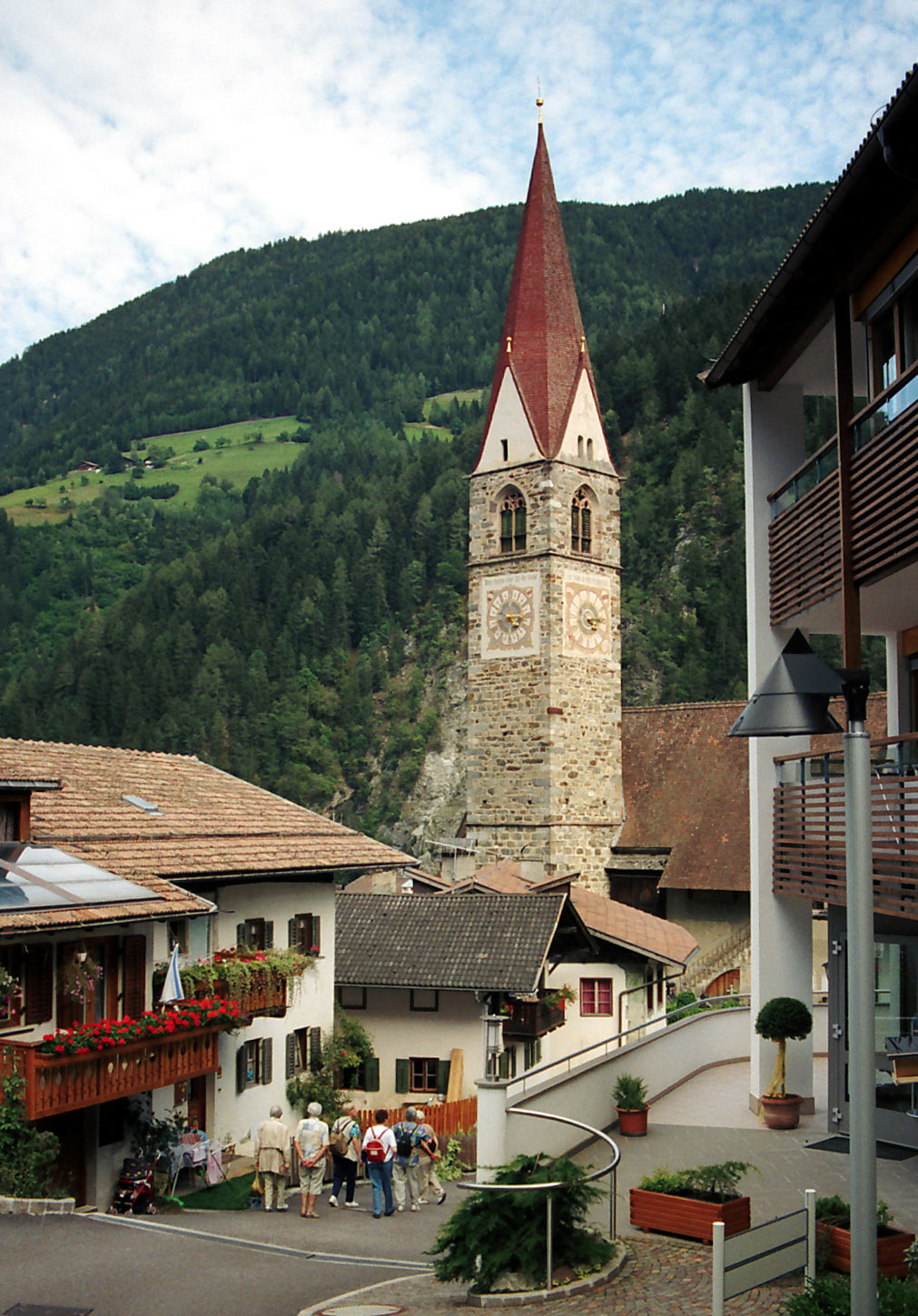
Le clocher de l'église de San Pancrazio, la plus ancienne de la vallée.

Les villages du val d'Ultimo, en descendant la vallée, sont :
- Santa Gertrude (1 501 m, avec environ 300 habitants) : ce village, situé au sommet de la vallée, est un passage obligé pour tous ceux qui souhaitent visiter le mélèze bimillénaire de 8,2 m de circonférence, déclaré patrimoine mondial par l'UNESCO, qui orne les bois voisins[1] ;
- San Nicolò (1 256 m, avec environ 300 habitants) : dans ce village se situe le musée ethnographique du val d'Ultimo, où se trouve une collection sur la civilisation paysanne et l'histoire de la vallée ;
- Santa Valburga (1 190 m, avec environ 2 200 habitants) : le village est situé à proximité du petit lac Zoccolo ; l'une des caractéristiques de ce village est la position isolée de l'église, au sommet d'une colline ;
- San Pancrazio (736 m, avec environ 1 600 habitants) : la plus ancienne église de toute la vallée et son clocher, ainsi que la maison sur le rocher, la seule demeure qui reste, sont des points d'intérêt dans cette ville.

Entre les villages de Santa Valburga et San Pancrazio, une route mène vers le sud, en direction du val di Non.
Le torrent Valsura traverse l'intégralité du val d'Ultimo.

## Manifestations
Vers la fin du mois de septembre, dans la ville de Pracupola, se déroule un festival appelé Settimane dell'Agnello, où il est possible de déguster l'agneau de la vallée et d'acheter certains des produits typiques liés à l'élevage ovin.